# Harry Thomander
Harry Oscar Clarence Thomander, född 9 juni 1916 i Brännkyrka Stockholm, död 11 november 1998 i Örebro, var en svensk målare.
Han var son till köpmannen Oscar Thomander och Anna Hultman och från 1949 gift med Sonja Viola Lindskog. Familjen flyttade till Örebro 1921. Thomander tog realexamen på Karolinska läroverket och började 1933 som elev på Viktor Lindblads ateljé för fanor och standar på Rosta strand 21 i Örebro. Parallellt studerade han vid Harald Ericsons målarskola i Örebro och för Isaac Grünewald vid Kungliga konsthögskolan i Stockholm 1938–1943 samt under studieresor till Frankrike, Spanien och Jugoslavien. Separat ställde han ett flertal gånger på Vallins konsthandel i Örebro och han medverkade några gånger i Sveriges allmänna konstförenings salonger i Stockholm samt utställningar arrangerade av Örebro läns konstförening samt ett flertal utställningar med provinsiell konst i Örebro. Bland hans offentliga arbeten märktes utsmyckning vid det tidigare Livregementets grenadjärer I 3 i Örebro. Hans konst består av stilleben, spanska kustbilder, nordliga landskapsbilder och stadsbilder från Örebro. Thomander är representerad vid Örebro läns museum.